# Bohnice (zámek)
Zámek Bohnice je barokní zámeček nacházející se v pražské čtvrti Bohnice, ve Starých Bohnicích naproti kostelu sv. Petra a Pavla. 
Jedná se o jednopatrovou budovu s mansardovou střechou a věžičkou. V rámci areálu psychiatrické léčebny je chráněn jako kulturní památka České republiky.

## Historie

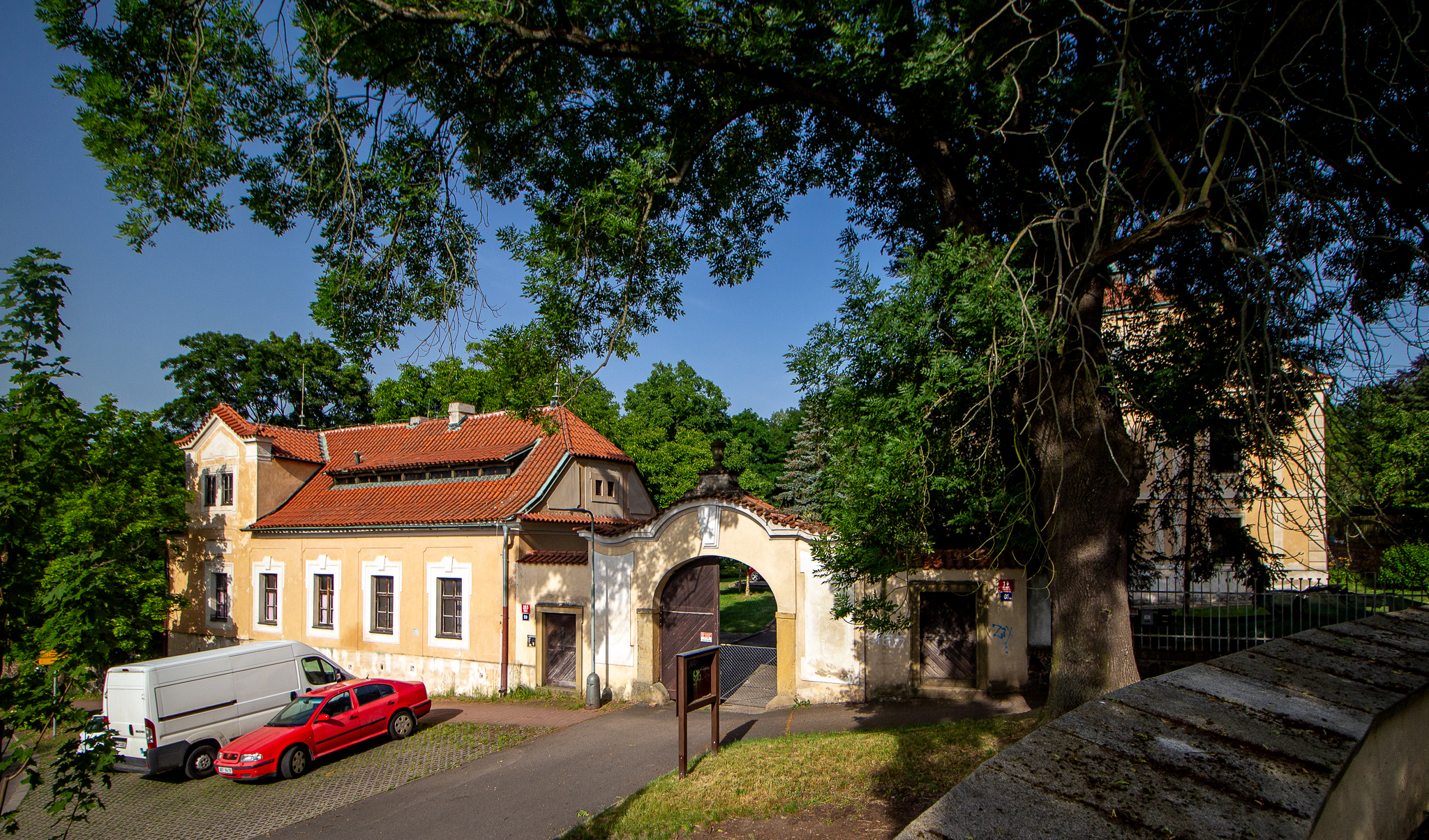
Vstup do zámeckého areálu

Jedná se o pozdně barokní zámeček z 18. století. Počátkem 19. století byla upravena fasáda, průčelí zámečku bylo upraveno v klasicistním slohu. Dnes je zámek součástí psychiatrické léčebny a je veřejnosti nepřístupný.